# (3541) Graham
(3541) Graham es un asteroide perteneciente al cinturón de asteroides, descubierto el 18 de junio de 1984 por el equipo del Observatorio Perth desde el Observatorio Perth, Bickley, Australia.

## Designación y nombre
Designado provisionalmente como 1984 ML. Fue nombrado Graham en homenaje a “Lloyd Wilson Graham” miembro del equipo del Observatorio de Perth.